# Межиречка (Радомышльский район)
Межиречка (укр. Межирічка) — село на Украине, находится в Радомышльском районе Житомирской области.
Код КОАТУУ — 1825086101. Население по переписи 2001 года составляет 824 человека. Почтовый индекс — 12200. Телефонный код — 4132. Занимает площадь 2,563 км².

## Адрес местного совета
12215, Житомирская область, Радомышльский р-н, с.Межиречка, ул.Космонавтов, 1